# Praia das Fontes

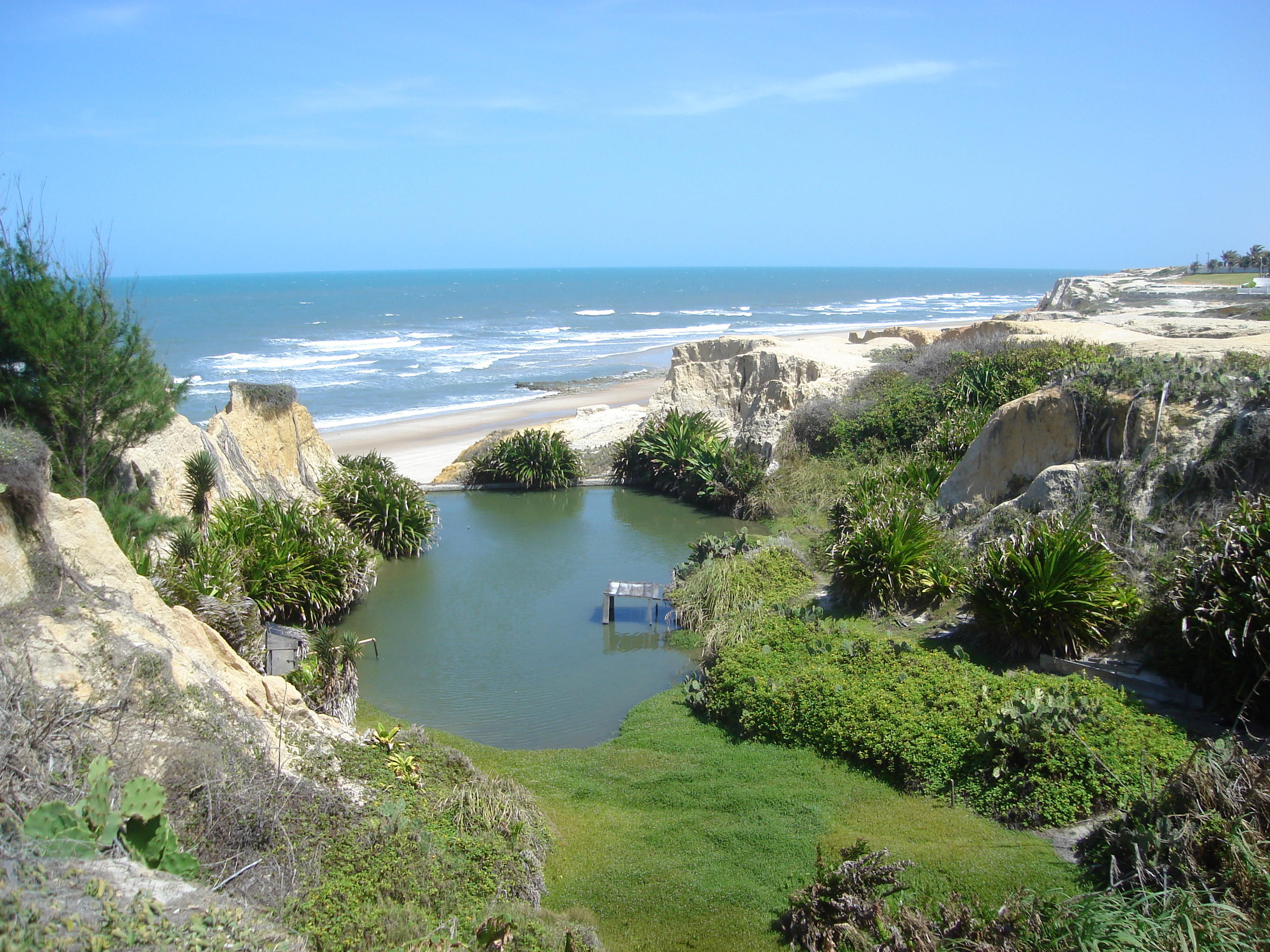
Praia das Fontes.

Praia das Fontes é um praia brasileira localizada no município de Beberibe no estado do Ceará. Seu nome vem do fato de que, das sua falésias, brotam várias fontes de água doce.
Nessa praia há extensa infraestrutura túristica, incluindo resort
Um de seus atrativos é o "labirinto", um conjunto de falésias coloridas, nos quais os tons vermelhos predominam, de onde se retiram areias de colorações variadas. Em meio às formações surgem lagos de água doce, dunas  e fontes que proporcionam banhos refrescantes.